# Дејтон (Монтана)
Дејтон (енгл. Dayton) насељено је место без административног статуса у америчкој савезној држави Монтана.

## Демографија
По попису из 2010. године број становника је 84, што је 11 (-11,6%) становника мање него 2000. године.
| Група             | 2000.      | 2010.      |
| Белци             | 89 (93,7%) | 70 (83,3%) |
| Афроамериканци    | 0 (0,0%)   | 0 (0,0%)   |
| Азијати           | 0 (0,0%)   | 0 (0,0%)   |
| Хиспаноамериканци | 0 (0,0%)   | 4 (4,8%)   |
| Укупно            | 95         | 84         |